# مهدی اعتمادی‌فر
مهدی اعتمادفر (زادهٔ ۱۳۳۵ - تهران) نخستین کوهنورد ایرانی بود که در سال ۲۰۰۳ موفق شد جایزۀ پلنگ برفی را دریافت کند. او توانسته بود سه قله از پنج قلهٔ پلنگ برفی را در یک فصل صعود کند.

## صعودها
- قله اسماعیل سامانی در سال ۱۳۷۸
- کورژنوسکایا در سال ۱۳۷۸
- قله پوبدا
- قله ابن سینا
- قله خان تنگری
- قله برود پیک در سال ۱۳۸۳
- قله گاشربروم ۱ در سال ‍۱۳۸۶

## حادثه
او در فروردین ۱۳۸۸ هنگام صعود به قلهٔ ۸٬۱۶۷ متری دائولاگیری در نزدیکی قله مفقود شد و هیچگاه نشانی از وی پیدا نشد.